# کنژلاز
کنژلاز (به لاتین: Knežlaz) یک منطقهٔ مسکونی در مونته‌نگرو است که در کوتور واقع شده‌است. کنژلاز ۲۶ نفر جمعیت دارد.